# 커맨더 인 치프
커맨더 인 치프(Commander in Chief)는 2005년 9월 27일부터 2006년 6월 14일까지 ABC에서 방영된 드라마이다. 대한민국에서는 KBS에서 방영되었다.

## 줄거리
대통령의 갑작스런 건강 악화 이후 부통령 앨렌 맥켄지는 대통령과 주변 보좌관들로부터 대통령이 사망할 경우 대통령직을 하원의장에게 넘기라는 요구를 받는다. 결국 대통령은 사망하게 되고 그녀는 사퇴 요구에 불응한 채 적법하게 부통령으로서 대통령직을 승계한다. 이로써 미국 최초의 여성 대통령이 탄생하게 되고 그녀는 여러 어려움에 직면하며 대통령으로서 초강대국 미국을 이끌어 나간다.

## 캐스트
- 지나 데이비스 - 매캔지 앨런(한국판 성우 : 손정아)
- 카일 세커 - 로드 캘러웨이(한국판 성우 : 이정구)
- 도널드 서덜랜드 - 네이던 탬플턴 하원의장(한국판 성우 : 유강진)
- 해리 레닉스 - 짐 가드너(한국판 성우 : 김태웅)
- 에바 캐러다인 - 켈리 러드로(한국판 성우 : 차명화)
- 케이틀린 왁스 - 레베카 앨런(한국판 성우 : 소연)
- 재스민 제시카 앤서니 - 에이미 앨런(한국판 성우 : 조진숙)
- 맷 랜터 - 호레이스 앨런(한국판 성우 : 윤동기)

## 에피소드 목록
- 1화 - 용기있는 선택(The Pilot)
- 2화 - 적과 동지(First Choice)
- 3화 - 첫번째 충돌(First Strike)
- 4화 - 화해의 댄스(First Dance)
- 5화 - 분쟁의 불씨(First...Do No Harm)
- 6화 - 위기의 플로리다(First Disaster)
- 7화 - 믿거나 다치거나(First Scandal)
- 8화 - 브라운 대학행 티켓(Rubie Dubidous and the Brown Bound Express)
- 9화 - 고향에서 날아온 소식(The Mom Who Came to Dinner)
- 10화 - 위험한 바다(Sub Enchanted Evening)
- 11화 - 폭풍의 핵(No Nukes is Good Nukes)
- 12화 - 위기에 빠진 에어 포스 원(Wind Beneath My Wing)
- 13화 - 새로운 출발에 서서(State of the Unions)
- 14화 - 희생과 대가(The Price You Pay)
- 15화 - 신념과 우정(Ties That Bind)
- 16화 - 백악관 24시(The Elephant in the Room)
- 17화 - 고귀한 선물(Happy Birthday, Madam President)
- 18화 - 끝없는 행보(Unfinished Business) - 최종회